# アヴァロン (アルバム)
『アヴァロン』（Avalon）は、ロキシー・ミュージックが1982年に発表した通算8作目で最後のスタジオ・アルバムである。
彼等にとって通算3作目となる全英アルバムチャート1位に輝くヒットになった。『ローリング・ストーン』誌が選んだ「歴代最高のアルバム500選」において336位に選ばれている。

## 解説

### 経緯
1980年5月に発表された前作『フレッシュ・アンド・ブラッド』は、6月に全英アルバムチャートの首位を記録し、一週間でその座を降りたが、8月末に再度返り咲いて9月にかけて3週間居座った。彼等のアルバムが全英アルバムチャートの1位を記録したのは、サード・アルバム『ストランデッド』（1973年）以来のことだった。
同年12月8日にジョン・レノンが射殺されると、彼等はドルトムントのWestfalenhallenで12月19日と20日に開かれたRock Popに両日出演してコンサートを開いた際、最後にレノンを追悼して「ジェラス・ガイ」を披露した。彼等は翌週に同曲を録音して1981年2月にシングル発表すると、全英シングルチャートの首位を記録する大ヒットになった。これは彼等にとって初の快挙だった。1981年の彼等は、1976年から約3年間の解散期間を除いた約7年間の活動期間の中で、商業上の成功の頂点を極めていた。

### 内容
アーサー王が死後に赴いたとされる伝説の極楽島「アヴァロン」をモチーフに、ブライアン・フェリーの美学が最高点に到達した作品。
正式メンバーのフェリー（ヴォーカル、キーボード）、フィル・マンザネラ（ギター）、アンディ・マッケイ（オーボエ、サクソフォーン）は、前作に起用したセッション・ミュージシャンに加えてパーカッショ二ストとヴォーカリストを招聘して、ナッソーのコンパス・ポイント・スタジオとニューヨークのザ・パワー・ステイション・スタジオで本作を録音した。
タイトル曲でスキャットを歌うヤニック・エティエンヌはハイチ出身のヴォーカリスト。本作がニューヨークで録音されていたある日曜日、フェリーがスタジオの廊下にあったコーヒーの自動販売機の側でハイチのコーラス・グループを偶然見かけて、そのメンバーだった彼女の歌声に圧倒されて起用したという。
「トゥ・ターン・ユー・オン」は、既にシングル『ジェラス・ガイ』のB面収録曲として発表されていた。
ジャケットに後ろ姿が映る女性は、後に元フェリー夫人になったルーシー・ヘルモア（Lucy Helmore）である。

## ツアーから解散へ
本作は1982年5月に発表され、全英アルバムチャートの1位を記録したあと、トップ75に一年以上登場し続けた。
本作発表後のツアーは、1982年8月中旬から10月1日までヨーロッパ各国とイギリス、1983年2月に日本、同年4月末から5月末までアメリカとカナダで行なわれた。メンバーはフェリー、マンザネラ、マッケイ、アラン・スペナー（ベース）、ニール・ハバード（ギター）、アンディ・ニューマーク（ドラム）、ガイ・フレッチャー（キーボード）、ジミー・マーレン（パーカッション）、フォンジ・ソ―ントン（バック・ヴォーカル）、ミシェル・コブス（バック・ヴォーカル）、タワサ・アジー（バック・ヴォーカル）の計11名。
1982年8月27日のフレジュス公演の模様は、VHS『ザ・ハイ・ロード』（1983年）とアルバム『ハート・スティル・ビーティング (ライヴ・イン・フランス1982)』（1990年）として発表された。また同年9月30日のグラスゴー公演の音源からは、4曲入りEP『ザ・ハイ・ロード』（1983年）が発表された。
ツアー終了後、ロキシー・ミュージックは解散した。

## 収録曲
特記なき楽曲は、全曲ブライアン・フェリー作。

### オリジナルLP
サイド1
1. 「夜に抱かれて」 - "More Than This" 4:30
2. 「ザ・スペース・ビトウィーン」 - "The Space Between" 4:30
3. 「アヴァロン」 - "Avalon" 4:16
4. 「インディア」 - "India" (インストゥルメンタル) 1:44
5. 「我が胸のときめきを」 - "While My Heart Is Still Beating" (フェリー、アンディ・マッケイ) 3:26

サイド2
1. 「ザ・メイン・シング」 - "The Main Thing" 3:54
2. 「テイク・ア・チャンス・ウィズ・ミー」 - "Take a Chance with Me" (フェリー、フィル・マンザネラ) 4:42
3. 「トゥ・ターン・ユー・オン」 - "To Turn You On" 4:16
4. 「トゥルー・トゥ・ライフ」 - "True to Life" 4:25
5. 「タラ」 - "Tara" (インストゥルメンタル) (フェリー、マッケイ) 1:43

### CD
| #         | タイトル                                               | 作詞・作曲            | 時間  |
| --------- | ------------------------------------------------------ | --------------------- | ----- |
| 1.        | 「夜に抱かれて More Than This」                        | Bryan Ferry           | 4:30  |
| 2.        | 「ザ・スペース・ビトウィーン The Space Between」       | Ferry                 | 4:30  |
| 3.        | 「アヴァロン Avalon」                                  | Ferry                 | 4:16  |
| 4.        | 「インディア India」(インストゥルメンタル)             | Ferry                 | 1:44  |
| 5.        | 「我が胸のときめきを While My Heart Is Still Beating」 | Ferry, Andy MacKay    | 3:26  |
| 6.        | 「ザ・メイン・シング The Main Thing」                  | Ferry                 | 3:54  |
| 7.        | 「テイク・ア・チャンス・ウィズ・ミー To Turn You On」  | Ferry, Phil Manzanera | 4:42  |
| 8.        | 「トゥ・ターン・ユー・オン To Turn You On」            | Ferry                 | 4:16  |
| 9.        | 「トゥルー・トゥ・ライフ True to Life」                | Ferry                 | 4:25  |
| 10.       | 「タラ Tara」(インストゥルメンタル)                    | Ferry, MacKay         | 1:43  |
| 合計時間: | 合計時間:                                              | 合計時間:             | 37:26 |

## パーソネル
ロキシー・ミュージック
- ブライアン・フェリー (Bryan Ferry) – ボーカル、キーボード、ギター・シンセサイザー
- フィル・マンザネラ (Phil Manzanera) – ギター
- アンディ・マッケイ (Andy MacKay) – オーボエ、サクソフォーン

アディショナル・ミュージシャン
※番号はCDのトラック・ナンバーを示す。
- ニール・ハバード (Neil Hubbard) – ギター
- アラン・スペナー (Alan Spenner) – ベース（1、3、4、5、6、8、10）
- ニール・ジェイソン (Neil Jason) – ベース（2、6、7、9）
- ポール・キャラック (Paul Carrack) – ピアノ（8）
- アンディ・ニューマーク (Andy Newmark) – ドラム（8、10を除く）
- リック・マロッタ (Rick Marotta) – ドラム（8）
- ジミー・マーレン (Jimmy Maelen) – パーカッション（1、2、3、5、7、9）
- カーミット・ムーア (Kermit Moore) – チェロ（8）
- フォンジ・ソーントン (Fonzi Thornton) – バック・ボーカル（1、2、3、5、6、7、9）
- ヤニック・エティエンヌ (Yanick Étienne) – バック・ボーカル（3）